# Tombe de Milisav Čamdžija
La tombe de Milisav Čamdžija (en serbe cyrillique : Надгробни споменик Милисава Чамџије ; en serbe latin : Nadgrobni spomenik Milisava Čamdžije) est située à Veliki Borak, en Serbie, dans la municipalité de Barajevo et sur le territoire de la Ville de Belgrade. Remontant au début du XIXe siècle, elle est inscrite sur la liste des monuments culturels protégés de la république de Serbie (identifiant no SK 800) et sur la liste des biens culturels de la ville de Belgrade.

## Présentation
Milisav Čamdžija, mort en 1815, fut, d'après la tradition, le premier à entrer dans la forteresse de Belgrade au moment du premier soulèvement serbe contre les Ottomans (1804-1813).
Par sa forme et ses ornements, la tombe est caractéristique des tombes en pierre de cette époque.